# Шашкова-Знаменская, Ирина Васильевна
Ирина Васильевна Шашкова-Знаменская (1 октября 1918, Харьков — 10 августа 1987, Харьков)  — советский украинский библиограф, книговед, исследователь книжных памятников, поэтесса. Сотрудник Харьковской государственной научной библиотеки им. В. Г. Короленко. Считается, что Шашкова возродила традицию «сокровенной» гражданской лирики.

## Семья
Ирина Васильевна Шашкова родилась 1 октября 1918 года в Харькове. Мать Елизавета Петровна окончила медицинский факультет Харьковского университета, а затем много лет работала в медицинских учреждениях Харькова.
Отец Василий Порфирьевич, юрист по специальности, преподавал в Харьковском железнодорожном техникуме (позднее -Институт инженеров транспорта) и работал в Управлении Южной железной дороги. Василий Порфирьевич владел несколькими иностранными языками и был литературно одаренным человеком: писал лирические стихи и сказки. Их домашняя библиотека состояла из большого количества изданий на русском, украинском, французском и немецком. С детства Ирина много читала зарубежных классиков в оригинале.
Дальнейшая жизнь Ирины Шашковой прошло под влиянием трагических событий в её семье: отца арестовали 7 сентября 1937 года и того же года расстреляли. Мать, как члена семьи «врага народа», арестовали 19 июня 1938 года.
После возвращения из ссылки, Елизавета Петровна скончалась 30 апреля 1950 года, а Василий Порфирьевич Шашков был реабилитирован посмертно 17 сентября 1957 года.
В 1940 году Ирина Шашкова вышла замуж за Всеволода Владимировича Знаменского, в будущем — врача-психиатра. Но этот брак оказался непрочным. Дочь Татьяну, 1944 года рождения, она воспитывала сама.
Взяв фамилию мужа, Ирина Васильевна оставалась за советским паспортом Знаменской, но, сохраняя верность памяти репрессированных родителей, подписывала свои стихи, фотопортреты, письма и книги из личного собрания своей девичьей фамилией.
Таким образом, Ирина Шашкова — её литературный псевдоним.

## Биография
В 1936 году Ирина Васильевна поступила на русское отделение литературно-лингвистического факультета Харьковского университета.
После ареста и расстрела отца на студенческих собраниях Шашкова отказалась признать его «врагом народа», за что была исключена из университета. Но позже Шашкову восстановили в университете, который она окончила в 1941 году.
Во время Второй мировой войны Ирина Васильевна находилась в эвакуации под Тулой, где работала учителем в Петелинской средней школе (1942—1943).
Вернулась в Харьков после его освобождения. В марте 1944 года стала сотрудником отдела обработки литературы Харьковской государственной научной библиотеки им. В. Г. Короленко. В июне 1945 года Шашкову перевели в отдел старопечатных и редких книг, где Ирина Васильевна работала до выхода на пенсию в 1974 году. Ирина Шашкова стала книговедом и библиографом, исследователем книжных памятников разных эпох. По её инициативе и непосредственном участии было создано много библиотечных коллекций.
Она являлась одним из ведущих авторов корпуса научных описаний изданий ХV-XVIII вв. на древнегреческом, латинском, церковнославянском и других древних и современных языках. Эти описания составляют основу современного карточного хронологического каталога старопечатных и редких изданий ХГНБ, структура которого была разработана Маргаритой Габель с участием Знаменской.
Ирина Васильевна освоила также такие исторические и филологические дисциплины, как палеография и археография, исследовала десятки древнерусских и староукраинских рукописных книг, поступивших в фонды библиотеки из государственных собраний и частных коллекций.
Среди библиотечных коллег Шашковой были её близкие подруги, адресаты многих её стихов: Маргарита Орестовна Габель, кандидат филологических наук, литературовед, библиограф, первая заведующая отделом старопечатных и редких книг Харьковской государственной научной библиотеки им. В. Г. Короленко; Вера Григорьевна Трамбицкая, ученый секретарь библиотеки, и одновременно-преподаватель Харьковского библиотечного института, в 1950—1954 гг. репрессирована; Инна Сергеевна Гончарова, ближайшая подруга и товарищ Шашковой по учёбе в университете, которая в 1937 году на студенческих собраниях голосовала против её исключения. Именно она, по просьбе Шашковой, хранила её рукописи во время особого интереса к ним со стороны КГБ в 1970-х годах.
Харьковчанку Ирину Шашечную при жизни знали как скромного работника библиотеки имени Короленко: библиографа, книговеда. О её поэзии знал только узкий круг родных и друзей. Она является автором лирических стихотворений, а также гражданской лирики.
Произведения Ирины Шашковой ни разу не были опубликованы при её жизни.

## Поэтическое творчество
Стихи Ирина Шашкова-Знаменская писала, почти, исключительно на русском. Известны лишь несколько её украинских стихов. При формировании её как поэта большое влияние на неё имели классические формы русской поэзии XIX века, модернистская поэтика Блока, Ахматовой, Есенина, Пастернака, Маяковского.
Лирика Ирины Шашковой второй половины 1930-х и последующих десятилетий стала новейшей летописью, автор которой рассказывает о своем времи очень честно и смело.
Ещё во время сталинского террора Шашковою были написаны десятки стихов, которые разоблачали политику Сталина.
В 1949 году Ирина Васильевна написала стихотворение «Родина», где осуждает антисемитские настроения, которые тогда охватили страну.
Политические циклы стихов 1951—1952 годов — это внутренее противостояние автора сталинизму.
Отдельные циклы стихов Шашкова посвятила отцу и подруге-каторжанке В. Г. Трамбицкой. Есть стихи посвященные сталинским «спецхранам» — библиотекам.
В 1952 году Ирина Васильевна начала поэму «Летопись», посвященную голодомору 1932—1933 годов на Украине. Через десять лет снова вернулась к этой теме, но поэма осталась незаконченной.
В 2005 году вышел первый поэтический сборник Ирины Шашковой «Пламя на ветру. Избранные стихотворения». Составитель издания Игорь Лосиевский (коллега Ирины Шашковой по работе в библиотеке, доктор филологии). Большинство стихов этого сборника опубликованы впервые.
Состоит сборник из любовной лирики Шашковой (1934—1961) — первый раздел. Во второй раздел вошло 73 стиха (1938—1984) под названием «Запретная речь». Среди тем, которые поднимает автор — изгнание крымских татар, которое Шашкова воспринимала как собственную трагедию и позор.
Также болью, стыдом и гневом отразились в стихах Шашковой ввод советских войск в Венгрию и Чехословакию, травля и смерть Пастернака, судьба Ахматовой.
Литературовед Элеонора Соловей написала про Ирину Шашкову: «Поражает острота и бесстрашие мышления этой женщины: она предпочитала правду, какой бы неутешительной и правда была».